# Böhmiskt glas

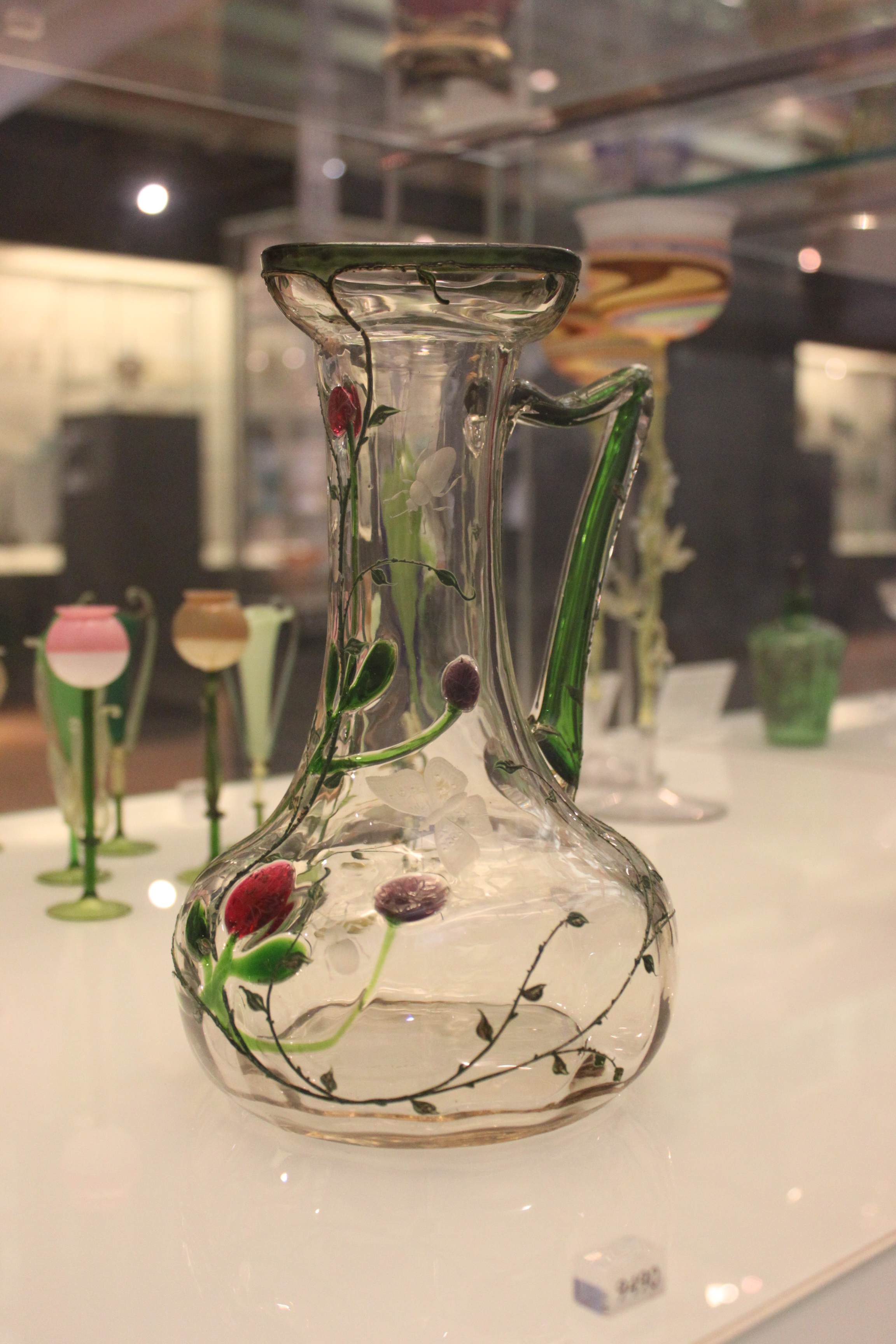
Karaff tillverkad i Karlsbad (dagens Karlovy Vary) cirka 1900 av L. Moser & Sohne.

Böhmiskt glas (tjeckiskt glas) är en form av kristallglas med ursprung i Böhmen i nuvarande Tjeckien. Beteckningen används ibland som synonym till kalikristall, bestående av kvartssand, pottaska och sandsten, men även mer specifikt för glas tillverkade i Böhmen i enlighet med de traditioner som växte fram där.

## Historik

### Fram till 1700-talet
I det skogrika Böhmen fanns gott om bränsle för glashyttor, och i hägn av klostren där växte under 1300- och 1400-talen fram en omfattande glastillverkning. Sand och kalksten fanns naturligt i omgivningarna,  men förekomsten av natriumkarbonat (soda) var låg, så kaliumkarbonat (pottaska) fick fungera som flussmedel.
På grund av föroreningar av järn och koppar i sanden blev det tidiga glaset grönfärgat, så kallat waldglas, men under 1500-talet lärde man sig efter hand att rena råvarorna och så småningom kunde man tillverka ett allt renare glas. I slutet av 1500-talet kallade kejsar Rudolf II in gemsnidare till hovet i Prag, och dessa började efter hand även att slipa glas. Kaliglaset är mjukare än sodaglaset och lämpar sig bättre för slipning. Förutom bords- och prydnadsglas tillverkades stora mängder glasprismor och spegelglas i Böhmen. Den böhmiska kristallen fick allt bättre renommé och blev snart högsta mode i Europa. Omkring 1680 hade man lärt sig framställa det rena, högglansiga och starkt ljusbrytandet kristallglaset. Under 1700-talet introducerades zwischengoldglaset som en av de böhmiska specialiteterna.

### Nedgång, 1800-talets utveckling

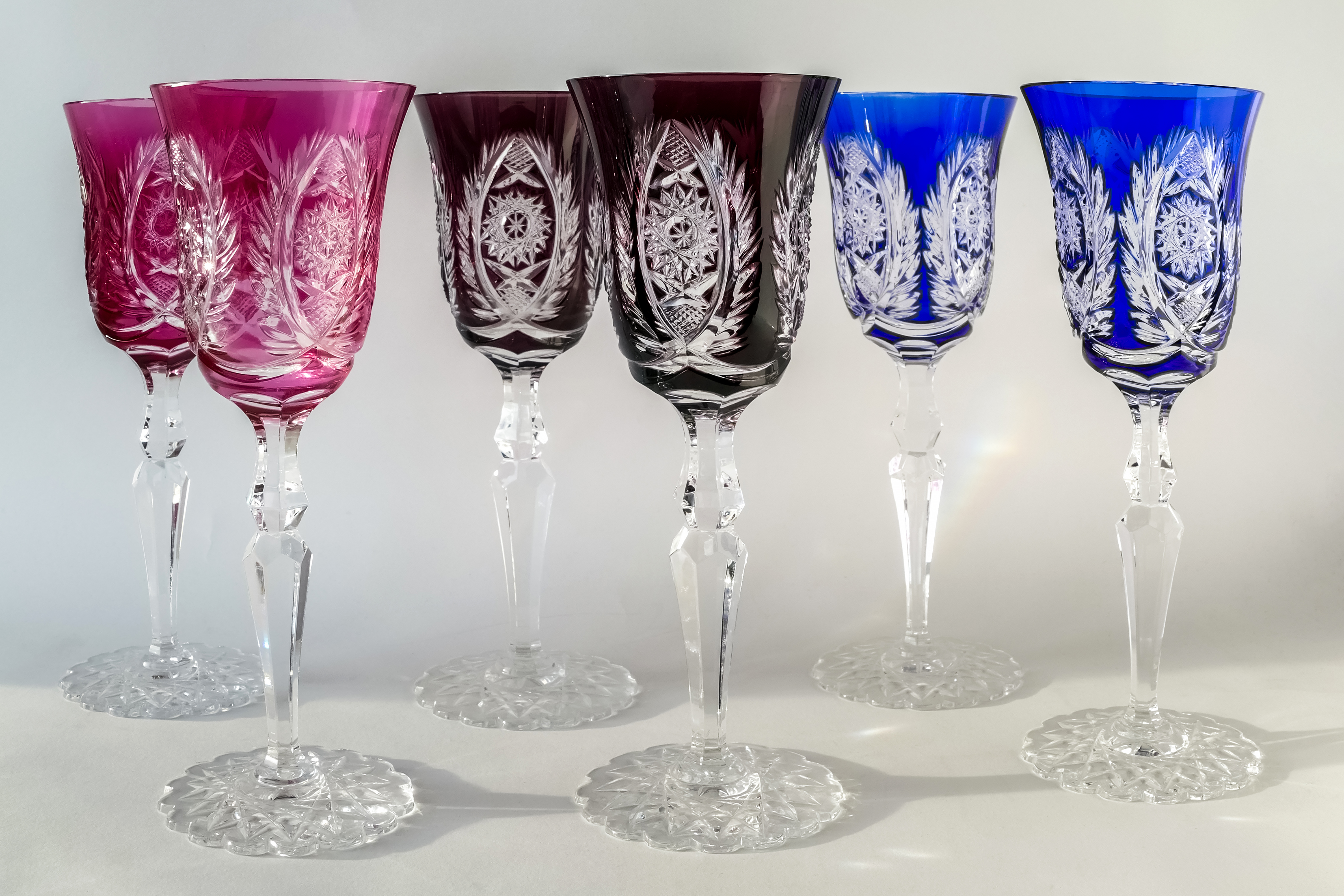
Böhmiska slipade kristallglas gjorda i överfångsteknik, från serien "Fakiris" tillverkade av F A Knittel, Reinerzer Kristallglaswerke.

I slutet av 1700-talet drabbades det böhmiska glaset av en nedgångstid, bland annat på grund av förändrade modetrender. I början av 1800-talet inleddes dock experiment med nya metoder, och på 1820-talet blev Böhmens glas åter på modet – men nu i empirstil. Färgat glas, lithyalinglas, hyalithglas, opalglas och glas som färgats med guld, kobolt, koppar, järn eller uran hörde till modetrenderna. Även målat glas producerades i stor mängd. En annan populär teknik blev överfångsglas, ofta ett blodrött överfång på klart glas. Ett billigare alternativ var rödbetsat klarglas som sedan slipades.
Efter hand introducerades även blykristallen i Böhmen. Den storskaliga produktionen ledde till försämrad kvalitet, och för att komma till rätta med detta startades 1851 världens första skola för glastillverkning i Steinschönau (tjeckiska Kamenický Šenov).

### 1900-talet
År 1934 fanns det 600 glasraffinaderier med sammanlagt 150 000 anställda i området. Välkända glascentra är Nový Bor (Haida), Kamenický Šenov (Steinschönau), Liberec (Reichenberg) och Jablonec nad Nisou (Gablonz).
Från 1960-talet blev böhmiskt glas och böhmisk kristall registrerade varumärken för glas tillverkade i Böhmen, antingen enkelt hushållsglas med ingen eller låg halt av blyoxid eller slipad kristall med minst 24 % blyoxid.